# Hass (Band)
Hass ist eine deutsche Politpunkband aus den nordrhein-westfälischen Städten Marl und Recklinghausen.

## Geschichte
Als Hass 1978 gegründet wurde, zählte die Gruppe zu den ersten Deutschpunkbands überhaupt. Die Band veröffentlichte 1981 ihr Debütalbum Hass allein genügt nicht mehr im Bochumer Vertrieb H’Art. Die Besetzung war Syndikati, Gesang; Hecktor (Peter Blümer), Gitarren; Jan (Jan Ostblock), Bass; und B.A.P. (Bertie Klompenhouver), Schlagzeug. Später kam Christian (Christian Mattner) als zweiter Gitarrist hinzu. Dieser Veröffentlichung folgte eine erfolgreiche Tournee und eine zweite Auflage dieser Schallplatte erschien im Plattenlabel Ariola. Ab 1988 probte die Band in einem, mit Proberäumen ausgestatteten, umgebauten Luftschutzbunker im Marler Stadtteil Sinsen-Lenkerbeck. Die Band gründete nun das eigene Label Hass Produktion und veröffentlichte unter dem Labelcode 7120 zahlreiche CDs. Hass waren besonders für ihre antifaschistische Haltung bekannt, die sich in Stücken wie Lasst die Glatzen platzen äußerte. Die Band veröffentlichte zehn Alben und fünf Singles. Mit ihrem Abschiedsalbum Endstation löste sich die Gruppe im Jahre 2001 zum ersten Mal auf. Im Herbst 2007 fand die Band wieder zusammen und gab eine Abschiedstour.
Gitarrist Peter „Hecktor“ Blümer war zwischen 2003 und 2007 auch bei Rasta Knast tätig. Schlagzeuger Alex spielte und spielt in zahlreichen Bands wie Slime, Rasta Knast, Eisenpimmel, Jeff Dahl Group, Die Mimmi’s, Knochenfabrik, Chefdenker u. v. m. Außerdem veranstaltet er die jährlich stattfindenden Festivals Ruhrpott Rodeo und Punk im Pott.
Ein weiteres Album Kacktus erschien 2014 bei Aggressive Punk Produktionen. Die Aufnahmen wurden 2013 von Peter Blümer (Gitarre), Alex Schwers (Gitarre), Chris Roemer (Bass), Karsten Siebert (Schlagzeug) und Thomas Sohns (Gesang) eingespielt; als Gastmusiker spielte Claudius Reimann das Akkordeon ein. Die Band Hass ging im Juni 2014 auf Tour und spielte unter anderem in Hamburg, Berlin und Karlsruhe.
Im Jahr 2020 mussten aufgrund des krankheitsbedingten Ausfalls von Sänger Thomas Sohns mehrere Konzerte ausfallen. Im Lauf des Jahres gab die Band bekannt, dass Thomas Sohns aus gesundheitlichen Gründen aussteigt und man daher einen Ersatz suche. Der neue Sänger der Band heißt Marv Mandela; er singt weiterhin auch bei seiner Band Fuck’it’Head.
Das Album Macht kaputt, was längst kaputt ist wurde noch von Thomas Sohns eingesungen. Nur beim Song Zum Scheißen zu doof, der auch ein Intro von Oliver Kalkofe enthält, sang Marv Mandela schon mit.

## Diskografie
Die meisten Veröffentlichungen erschienen auf dem Band-eigenem Label Hass Produktion.

### Alben
- Hass allein genügt nicht mehr (H'art Musik, 1981, nachfolgend auch bei Ariola)[11]
- Zurück in die Zukunft (Juni 1989)
- Gebt der Meute was sie braucht (August 1990)
- Allesfresser (April 1992)
- Liebe ist tot (Mai 1994)
- Anarchistenschwein (Mai 1996)
- Die ersten Tage 78–80 (Juni 1997)
- Endstation (Februar 2000)
- Gebt der Meute was sie braucht (Twisted Chords, August 2012, Wiederveröffentlichung mit 7" als Bonus im überarbeiteten Klappcover)
- Kacktus, Aggressive Punk Produktionen (April 2014)
- Macht kaputt, was längst kaputt ist, Aggressive Punk Produktionen (Oktober 2020)

### Singles und EPs
- Debüt EP mit 4 Tracks (1980)
- "4-Track EP" (Oktober 1988)
- Keine Chance/Menschenfresser EP (Februar 1990)
- Leise rieselt der Schnee EP (Mai 1995)
- Für die besten Fans der Liga MCD (Januar 1996)
- Hass EP (Aggressive Punk Produktionen, 2022)

### Sampler
- Soundtracks zum Untergang 1 (Aggressive Rockproduktionen, 1979/80)
- Deutsche Punk Klassiker (Snake Records, 1990)[12]
- Punk Rock BRD - Die amtliche History von Punk in Deutschland (Weird System, 2000)[13]

## Belege
1. ↑  Wahrschauer präsentiert: Hass (Wahrschauer)
2. ↑  Seit 36 Jahren Punk: Hass haut wieder in die Saiten (Memento des Originals vom 14. Dezember 2014 im Internet Archive)  Info: Der Archivlink wurde automatisch eingesetzt und noch nicht geprüft. Bitte prüfe Original- und Archivlink gemäß Anleitung und entferne dann diesen Hinweis. (Marler Zeitung)
3. ↑  Vanessa Klüber: Punk statt Pütt. In: Westdeutsche Allgemeine Zeitung. Funke Mediengruppe, 28. Juli 2010, abgerufen am 1. Mai 2025.
4. ↑  Discogs. Abgerufen am 25. März 2020
5. ↑  Robert Klose: Hass haut wieder in die Saiten. In: Westdeutsche Allgemeine Zeitung. Funke Mediengruppe, 2. April 2014, abgerufen am 1. Mai 2025.
6. ↑  Plastic Bomb: Kacktus review (Memento vom 7. Juni 2015 im Internet Archive) (Plastic Bomb)
7. ↑  http://www.ox-fanzine.de/web/rev/91366/reviews.207.html Kacktus Review (Ox-Fanzine)
8. ↑  http://crazyunited.de/hass-kaktus-cd-lp-digitaler-dl-08-03-2014/@1@2Vorlage:Toter+Link/crazyunited.de+(Seite+nicht+mehr+abrufbar,+festgestellt+im+April+2018.+Suche+in+Webarchiven) "Kacktus" Review
9. ↑  http://www.squealer-rocks.de/neu_cdreview.php?var=3217 "Kacktus" Review
10. ↑  Besprechung im Twilight-Magazin (Memento des Originals vom 12. November 2014 im Internet Archive)  Info: Der Archivlink wurde automatisch eingesetzt und noch nicht geprüft. Bitte prüfe Original- und Archivlink gemäß Anleitung und entferne dann diesen Hinweis.
11. ↑  http://www.musik-sammler.de/album/59657 Hass allein genügt nicht mehr, Liste von Veröffentlichungen/Reissues
12. ↑  Discogs: Deutsche Punk Klassiker (Snake Records, 1990)
13. ↑  Discogs: Punk Rock BRD - Die amtliche History von Punk in Deutschland